# 닐 블롬캠프
닐 블롬캠프(Neill Blomkamp, 1979년 9월 17일 ~ )는 남아프리카 공화국 출신 영화감독, 제작자, 각본가, 애니메이터이다.
2009년 장편영화 데뷔작인 《디스트릭트 9》으로 큰 성공을 거두어 세계적으로 널리 이름을 알렸다. 후속작으로 2013년 《엘리시움》, 2015년 《채피》를 내놓았으며, 이후 리들리 스콧이 제작하는 《에일리언》 시리즈의 후속작인 《에일리언 5 (가제)》에 감독으로 확정되었다.

그의 작품은 영화의 사실성을 강조하는 시네마 베리테 스타일을 기반으로 하여 사회적인 메시지를 전달하는 것을 특징으로 한다. 또한 실사 이미지와 컴퓨터 그래픽 이미지의 합성을 그의 작품세계를 구현하는데 효과적으로 활용하고 있다.
동향 출신이자 오랜 지인인 샬토 코플리는 블롬캠프가 연출한 3편의 장편영화에 모두 출연하였다.

2010년 미국 《타임》(Time)에서 선정한 ‘세계에서 가장 영향력 있는 100인’에 이름을 올렸다.

또한 미국 《포브스》(Forbes)에서 선정한 ‘아프리카에서 가장 영향력 있는 40인’에도 이름을 올렸다.

## 생애
블롬캠프는 1979년 남아프리카 공화국의 수도 요하네스버그에서 태어났다. 16세에 요하네스버그에 소재한 레드힐 고등학교(Redhill High School)에 진학하여, 그 곳에서 샬토 코플리를 만난다. 3D 애니메이션과 디자인에 열정을 가진 블롬캠프를 위해 코플리는 그의 프로덕션 회사에서 컴퓨터 사용법을 배울 수 있도록 하였고, 블롬캠프는 코플리가 하는 다양한 3D 작업을 돕는다. 18세에 블롬캠프와 그의 가족들은 캐나다 밴쿠버로 이민을 오며, 블롬캠프는 밴쿠버 영화학교(Vancouver Film School)에 진학한다.

1990년대 후반, 그는 3D 애니메이터로 영화 및 TV 산업에 뛰어든다. 그가 참여한 작품으로는 《스타게이트 SG-1》(Stargate SG-1, 1998), 《첫 번째 물결》(First Wave, 1998), 《머시 포인트》(Mercy Point, 1998), 《뉴욕 대지진》(Aftershockː Earthquake in New York, 1999)가 있다. 2000년대 들어서 그는 총괄 3D 애니메이터로 《다크 엔젤》(Dark Angel, 2000) TV 시리즈, 《3000마일》(3000 Miles to Graceland, 2001)를 제작하였다. 이후 그는 시각효과 아티스트로서 앰버시 비주얼 이펙트(The Embassy Visual Effects)와 레인메이커 디지털 이펙트(Rainmaker Digital Effects) 등에서 일한다.

이후 블롬캠프는 피터 잭슨이 제작하는, 비디오 게임 《헤일로》(Halo) 시리즈의 영화화에 감독으로 참여하기로 내정되었다. 잭슨은 블롬캠프의 단편 영화 《테트라 발》(Tetra Vaal), 《템프봇》(Tempbot), 《얼라이브 인 요하네스버그》(Alive in Joburg)등에 구현된 3D 그래픽에 깊은 인상을 받았다. 하지만 《헤일로》 프로젝트에 대한 자금 지원이 줄어들면서 제작사인 20세기 폭스(20th Century Fox)와 블롬캠프의 관계는 악화되어 결국 취소되었다.

이에 피터 잭슨은 블롬캠프의 단편 《얼라이브 인 요하네스버그》를 장편 영화로 각색한 《디스트릭트 9》의 제작을 추진하였다. 블롬캠프가 감독하고, 샬토 코플리가 출연한 《디스트릭트 9》(Distrcit 9)은 2009년 개봉하여 평단의 엄청난 호평을 받았다. 이듬해 열린 제82회 아카데미 시상식에서 《디스트릭트 9》은 작품상(Best Picture), 각색상(Best Adapted Screenplay), 편집상(Best Editing), 시각효과상(Best Visual Effects) 부문에 후보로 지명되었다.

2013년에는 맷 데이먼, 샬토 코플리, 조디 포스터 등이 주연한 두 번째 장편 영화 《엘리시움》(Elysium)을 발표하였지만 전작과 같이 평단의 좋은 평가를 받지는 못하였다. 이후 자신의 단편 영화 《테트라 발》을 각색하여 2013년 자신의 세 번째 장편 영화《채피》(Chappie)를 발표하였다. 2015년, 블롬캠프는 그의 인스타그램 계정에 영화 《에일리언》(Alien) 시리즈의 컨셉 이미지를 게재하는 등 후속작에 대한 관심을 보였다. 이후 그는 리들리 스콧이 제작하는 《에일리언》 시리즈의 후속작을 연출하게 되었음을 알렸다. 당초 2017년 개봉을 목표로 하였으나 리들리 스콧이 감독하는, 《에일리언》 시리즈의 프리퀄, 《프로메테우스》(Prometheus, 2012)의 후속작인 《에이리언: 커버넌트》(AlienːCovenant)가 동시에 진행되면서 그 이후로 제작이 연기되었다.
<ref>“Neill Blomkamp's Alien 5 movie is on hold thanks to the Prometheus sequel”. 《IMDB》. 2015년 10월 30일. 2016년 6월 20일에 확인함.

## 사생활
캐나다 출신의 각본가 테리 태첼(Terri Tatchell)과 결혼하였다. 함께 《디스트릭트 9》의 각본을 공동작업하였으며, 제82회 아카데미 시상식의 각색상 부문에 후보로 올랐다. 슬하에 자녀 1명을 두고 있다. 현재 가족과 함께 캐나다 밴쿠버에 거주중이다.

## 작품

### 장편영화
| 연도 | 제목          | 원제         | 담당 | 담당 | 담당 | 비고                              |
| 연도 | 제목          | 원제         | 제작 | 감독 | 각본 | 비고                              |
| ---- | ------------- | ------------ | ---- | ---- | ---- | --------------------------------- |
| 2009 | 디스트릭트 9  | District 9   |      | 예   | 예   | 《얼라이브 인 요하네스버그》 각색 |
| 2013 | 엘리시움      | Elysium      | 예   | 예   | 예   |                                   |
| 2015 | 채피          | Chappie      | 예   | 예   | 예   | 《테트라 발》 각색                |
| 2021 | 데모닉        | Demonic      |      | 예   | 예   |                                   |
| 2023 | 그란 투리스모 | Gran Turismo |      | 예   |      |                                   |

### 단편영화
| 연도 | 제목                     | 원제            | 담당 | 담당 | 담당 | 비고                  |
| 연도 | 제목                     | 원제            | 제작 | 감독 | 각본 | 비고                  |
| ---- | ------------------------ | --------------- | ---- | ---- | ---- | --------------------- |
| 2004 | 테트라 발                | Tetra Vaal      | 예   | 예   | 예   | 《채피》 원작         |
| 2005 | 템프봇                   | Tempbot         |      | 예   |      |                       |
| 2005 | 얼라이브 인 요하네스버그 | Alive in Joburg |      | 예   | 예   | 《디스트릭트 9》 원작 |
| 2006 | 옐로우                   | Yellow          |      | 예   | 예   |                       |

## 수상 및 후보

### 다크 엔젤 TV 시리즈
- 2001 에미 시상식 시각효과상 (Primetime Emmy Awards Outstanding Special Visual Effects for a Series)

### 디스트릭트 9
- 2010 아카데미 시상식 각색상 (Academy Awards Best Adapted Screenplay) 후보지명
- 2010 골든 글로브 시상식 영화부문 각본상 (Golden Globes Best Screenplay - Motion Picture) 후보지명
- 2010 영국 아카데미 시상식 감독상, 각색상 (British Academy Film Awards Best Director, Best Adapted Screenplay) 후보지명
- 2009 오스틴 영화비평가 협회 데뷔작품상 (Austin Film Critics Association Best First Film)
- 2009 보스턴 영화비평가 협회 신인감독상 (Boston Society of Film Critics Best New Filmmaker)
- 2009 시카고 영화비평가 협회 신인감독상 (Chicago Film Critics Association Most Promising Filmmaker)
- 2009 로스앤젤레스 영화비평가 협회상 (Los Angeles Film Critics Association Award)